# Туаев, Казбек Алиевич
Казбе́к Али́евич Туа́ев (азерб. Kazbek Əlirza oğlu Tuayev; род. 13 ноября 1940, Алят) — советский футболист, правый крайний нападающий. Советский и азербайджанский тренер. Мастер спорта СССР (1963).
Имеет два высших образования: Азербайджанский государственный институт физической культуры и Азербайджанский институт народного хозяйства.

## Биография
Осетин по происхождению. В детстве был разносторонним спортсменом. Имел 1-й разряд по гимнастике, плаванию, лёгкой атлетике и штанге. Больше всего увлекался футболом.
Начал играть в «Локомотиве» (Баку) с 1954. В «Спартаке» Нальчик — 1959—1960, в «Нефтчи» Баку, (до 1968 года «Нефтяник») — 1961 — май 1970, 1971 — июнь 1972, в «Спартаке» Орджоникидзе — 1970 (июль — август). В чемпионате СССР провёл 290 матчей, 61 гол («Нефтчи» — 276, 58).
В «Спартаке» (Нальчик) вынужден был играть из-за того, что тренер «Нефтяника» Олег Тимаков не хотел брать в команду молодых футболистов. Через год перспективным футболистом интересовались многие клубы класса «А», но из-за проблем с армией вернулся в Баку.
В 1970 после нескольких матчей за «Нефтчи» вынужден был уйти в «Спартак» Орджоникидзе из-за конфликта с тренером Ахмедом Алескеровым. Однако уже на следующий год вернулся в Баку, где два года отыграл диспетчером.
В сборной СССР (1967) — 3 матча и 1 неофициальный матч. Быстрый, манёвренный, напористый, прекрасный дриблинг, умел сыграть нестандартно и остро. Особенно силён был фланговыми проходами и нацеленными прострельными передачами. В значительной степени определял игровой почерк команды.
В 1973 завершил карьеру игрока, начал работать тренером.
Главный тренер «Спартака» Орджоникидзе — 1970 (с августа), июль 1973—1977, «Нефтчи» Баку — 1983 — май 1984, 1991 (май), 1996 — июнь 1997, 2004. Главный тренер «Хазара» Ленкорань — июль 1978—1982, «Тарраги» — 1992, «Азнефтяга» (обе — Баку) — 1993 (по июнь), «Турана» (Товуз) — августа 1993 — май 1995.
Директор футбольной школы Спорткомитета Азербайджанской ССР — июль 1984 — июнь 1987, август 1990—1991. С момента образования независимого Азербайджана продолжал руководить футбольной школой.
Главный тренер «Африкен» (Тунис) — август 1987 — май 1990. Тренер (1992) и главный тренер сборной Азербайджана — октябрь 1995—1997, 2002. Вошёл в символическую сборную Азербайджана за 70 лет (1981).
Президент Союза футбольных тренеров Азербайджана.
Награждён орденом Азербайджана «Слава» (2000).
Сыновья: Александр (программист, Канада) и Сергей (врач-стоматолог, Россия). Племянница — Белла, супруга Валерия Газзаева.

## Достижения
- 1966 год — 3-й призёр чемпионата СССР.
- В списке 33 лучших футболистов сезона — 1963, 1966, 1967.
- 1988 год — «Африкен» (Тунис) занял 2 место в Кубке Арабских стран.
- 1994 год — «Туран» (Товуз) стал чемпионом Азербайджана.
- 1996, 1997, 2004 — «Нефтчи» (Баку) стал чемпионом Азербайджана.
- 1996, 2004 — «Нефтчи» (Баку) завоевал Кубок Азербайджана.

## Награды
- Орден «Слава» (13 ноября 2000 года) — за заслуги в развитии азербайджанского спорта[3]
- Мастер спорта СССР (1963 год)
- Почётный знак «За заслуги в развитии физической культуры, спорта и туризма» (29 ноября 2018 года, Межпарламентская ассамблея СНГ) — за значительный вклад в развитие физической культуры, спорта и туризма в государствах — участниках Содружества Независимых Государств, реализацию идей сотрудничества в сфере физической культуры, спорта и туризма[4]
- Персональная стипендия Президента Азербайджанской Республики (11 июня 2002 года)[5]